# Ренат Карл фон Зенкенберг
Ренат Леопольд Христіан Карл, барон фон Зенкенберг (нім. Renatus Leopold Christian Karl Freiherr von Senkenberg, 23 травня 1751 — 18 січень 1800) — публіцист, правознавець.

## Біографія
Народився у Відні 23 травня 1751 року в родині Генріха Христіана Зенкенберга і його другої дружини Софі Елізабет фон Пальм. У 1768 році вступив до Геттінгенського університету і вивчав юридичні та історичні науки в Стразбурзі.
У 1772 році почав практику в імперському камеральном суді у Вецларі, але змушений був залишити це місце. У 1774 році здійснив подорож по Італії. У 1775 році став експертом в уряді Гессена.
У 1778 році повернувся до Відня і опинився під підозрою в поліції. Після тривалого тюремного ув'язнення був висланий з Австрії і повернувся в Гессен. З 1780 по 1784 рік був адвокатом уряду, а після залишився жити в Гессені як приватна особа.
Він помер 18 грудня 1800 року, заповівши всю свою бібліотеку університетській бібліотеці і університету Гессена.
Продовжувач розпочатої Геберліном «Deutsche Reichsgeschichte» (т. 21-27, Франкф. 1798-1799). В області права йому належить дослідження: «Meditationes maximam in partem jundicae quinque, cum mantissis quibusdain» (Вецлар, 1789)